# Vrigstads landsfiskalsdistrikt
Vrigstads landsfiskalsdistrikt var 1918-1941 ett landsfiskalsdistrikt i Jönköpings län, bildat när Sveriges indelning i landsfiskalsdistrikt trädde i kraft den 1 januari 1918, enligt beslut den 7 september 1917. Landsfiskalsdistriktet avskaffades den 1 oktober 1941 (genom kungörelsen 28 juni 1941) när Sverige fick en ny indelning av landsfiskalsdistrikt och dess område överfördes till Sävsjö landsfiskalsdistrikt.
Landsfiskalsdistriktet låg under länsstyrelsen i Jönköpings län.

## Ingående områden

### Från 1918
Västra härad:
- Hjälmseryds landskommun
- Hultsjö landskommun
- Nydala landskommun
- Stockaryds landskommun
- Vrigstads landskommun